# Oxytropis proxima
Oxytropis proxima là một loài thực vật có hoa trong họ Đậu. Loài này được Boriss. miêu tả khoa học đầu tiên.